# Mario Balotelli
Mario Barwuah Balotelli (Palermo, 12 de agosto de 1990) é um futebolista italiano de origem ganesa que atua como centroavante. Atualmente joga no Genoa.
Balotelli era visto como um dos melhores atacantes jovens de todo o mundo, e também é famoso pelo seu forte temperamento, envolvendo-se em várias discussões dentro de campo e polêmicas fora dele. Apelidado de Super Mario, estreou pela Seleção Italiana no dia 10 de agosto de 2010, em amistoso contra a Costa do Marfim. Embora chegue a ser referido como o primeiro negro a defender a Azzurra, na realidade já havia antecessores cerca meio século antes, casos de Miguel Montuori e Rinaldo Martino, ambos argentinos, enquanto na década de 2000 já haviam ocorrido as participações de Fabio Liverani e Matteo Ferrari.

## Infância e juventude
Nascido em Palermo, no bairro de Borgo Nuovo, Mario Balotelli é filho de Thomas e Rose Barwuah, dois imigrantes ganeses. Pouco depois do nascimento, seus pais se mudaram para a cidade de Bagnolo Mella, na província de Bréscia. Mais tarde, ele teve complicações potencialmente fatais no intestino, fato que o levou a uma série de operações, vindo a se recuperar plenamente apenas em 1992. Os médicos cuidaram de Mario até que ele tivesse cerca de dois anos de idade.
Sua debilitada condição de saúde após o nascimento, aliada a uma difícil situação financeira vivida pela família Barwuah, fizeram com que seus pais concordassem em entregar o menino de três anos de idade para adoção e, em 1993, Mario passou a viver com a família Balotelli, de Concesio, também na província de Brescia. Lá, ele foi criado por Francesco e Silvia Balotelli, seus pais adotivos, junto com os outros três filhos do casal, dois homens e uma mulher. Os dois irmãos maiores, Giovanni e Corrado, ajudaram os pais a cuidar de Mario e o acompanham na sua carreira até hoje, como procuradores do atacante.
Quando Mario adquiriu certa fama atuando pela Internazionale, seus pais biológicos pediram que ele voltasse a visitá-los regularmente. O pedido foi prontamente recusado pelo jogador, que afirmou ser este um interesse financeiro:
| “                                       | Por que eles nunca pediram aos tribunais que eu retornasse, uma vez que já tinha me recuperado da doença? Meus pais adotivos me levavam até lá para vê-los, mas eles nunca estavam em casa. Agora eu sou um jogador da Serie A e eles querem vir e me encontrar. | ” |
| — Balotelli, sobre seus pais biológicos | |   |

Com base na Lei n. 91 de 5 de fevereiro de 1992, Balotelli precisou esperar até que completasse 18 anos para requerer a cidadania italiana. No dia 13 de agosto de 2008, em uma cerimônia oficial, o prefeito de Concesio lhe entregou sua carteira de identidade italiana tornando-se, assim, cidadão italiano, o que lhe deu o direito de jogar pela Itália.
| “ | Sou italiano, me sinto italiano, jogarei sempre com a Seleção Italiana. | ” |

## Carreira

### Lumezzane
Foi revelado pelo Associazione Calcio Lumezzane, modesto time da cidade de Lumezzane que joga a terceira divisão italiana. Com apenas 15 anos, foi promovido ao time principal, estreando profissionalmente numa partida contra o Padova, sem muito destaque.

### Internazionale
Balotelli assinou com a Internazionale em 2006, após poucas partidas pela equipe principal do Lumezzane durante o segundo turno da temporada 2005–06. Como ainda era muito jovem, com apenas 16 anos, foi inicialmente integrado às categorias de base do clube de Milão, e logo chamou a atenção de seus primeiros treinadores.
Veio a fazer sua estreia pela equipe principal da Inter na temporada seguinte, em dezembro de 2007, substituindo David Suazo na vitória por 2–0 sobre o Cagliari, pela Serie A de 2007–08. Três dias depois, ele se destacou num jogo da Copa da Itália contra a Reggina, marcando dois gols na vitória por 4–1.

#### Destaque na mídia
Balotelli chamou a atenção de toda a Itália e dos jornalistas esportivos de todo o mundo após marcar dois gols contra a Juventus no jogo de volta das quartas de final da Copa da Itália, sendo fundamental para a equipe nerazzurri na vitória por 3 a 2. Após essa partida, adquiriu a confiança do então treinador Roberto Mancini, ganhando chances na equipe titular, ao lado do sueco Zlatan Ibrahimović. Seu primeiro gol pela Serie A veio logo em seguida, em abril de 2008, numa vitória por 2–0 sobre a Atalanta em pleno Estádio Atleti Azzurri d'Italia.
A Inter conquistou o scudetto da Serie A de 2007–08, e Balotelli atuou também na final da Supercopa da Itália, contra a Roma. Ele entrou como substituto do português Luís Figo, e marcou um gol aos 83 minutos de jogo, fundamental para a Inter no empate por 2–2 com os romanos. O jogo foi para a disputa por pênaltis, e o clube de Milão venceu por 6–5 nas cobranças alternadas.

#### Desentendimentos e brigas com a torcida

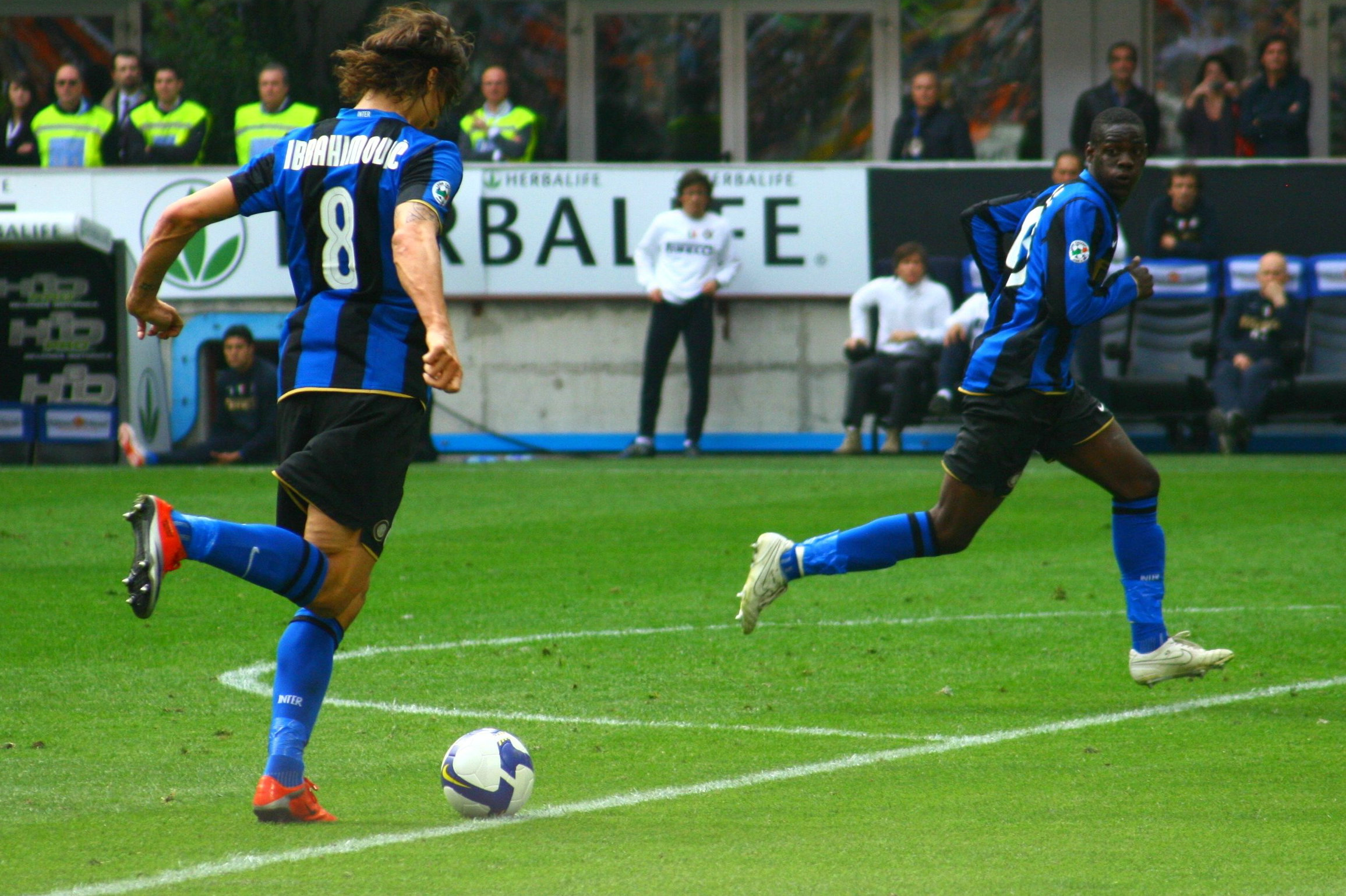
Balotelli (dir.) tabelando com Zlatan Ibrahimović

Na temporada 2008–09, o atacante marcou seu primeiro gol na Liga dos Campeões da UEFA num empate em 3–3 contra o Anorthosis Famagusta, do Chipre, tornando-se o jogador mais jovem na história da Internazionale (então com 18 anos e 85 dias) a marcar no torneio. Em sua segunda temporada pela Internazionale, Balotelli continuava se destacando, porém, passou por uma série de desentendimentos com o então recém-chegado treinador José Mourinho, que chegou a excluí-lo dos treinamentos da equipe principal durante a temporada.
| “                                                            | Tanto quanto me diz respeito, um rapaz como ele não pode se permitir a treinar menos do que jogadores como Figo, Córdoba e Zanetti. | ” |
| — José Mourinho, em mais uma de suas polêmicas com Balotelli | |   |

No início daquela temporada, Mourinho já havia acusado Balotelli de demonstrar uma falta de esforço nos treinamentos devido às poucas oportunidades de iniciar partidas como titular. Após as polêmicas decisões do português, alguns torcedores chegaram a pedir a saída do treinador, pois, além destes apoiarem a inserção de Balotelli na equipe titular, a Internazionale vinha tendo maus resultados, como a precoce eliminação da Liga dos Campeões de 2008–09, torneio em que foram derrotados pelo Manchester United logo nas oitavas de final.
Apesar dos desentendimentos, Balotelli conquistou ainda mais reputação frente aos torcedores da equipe nerazzurri durante a temporada 2008–09, e esperava finalmente se tornar titular absoluto após as fortes especulações de saída de Ibrahimović, que ocupava esta vaga. As especulações tinham fundamento, e Ibra, como é chamado o sueco, havia sido anunciado oficialmente pelo Barcelona. Parecia claro que Balotelli se tornaria titular, porém, a negociação com os espanhóis durou mais tempo que o esperado, e foi concluída apenas às vésperas da temporada 2009–10, num acordo que incluía a troca de Ibrahimović por Samuel Eto'o, estrela da Seleção Camaronesa. Ele seria mais um atacante chegando ao elenco da Inter, fato que frustrou as esperanças de Balotelli.
A temporada 2009–10 iniciou-se e as especulações de sua saída ganharam ainda mais força após Mario ter sido flagrado em um programa de TV italiano assistindo jogos do Milan (maior rival da Inter) e até vestindo a camisa do clube. Alvo de fortes críticas e constantes provocações racistas, era quase certo que Balotelli deixaria o clube ao final da temporada. No dia 20 de abril de 2010, após uma partida dramática contra o Barcelona no Estádio Giuseppe Meazza, pelas semifinais da Liga dos Campeões, o atacante jogou a camisa da Internazionale no gramado após o final da partida, e saiu de campo gritando com os torcedores. Curiosamente, sua equipe venceu o jogo por 3–1.

### Manchester City

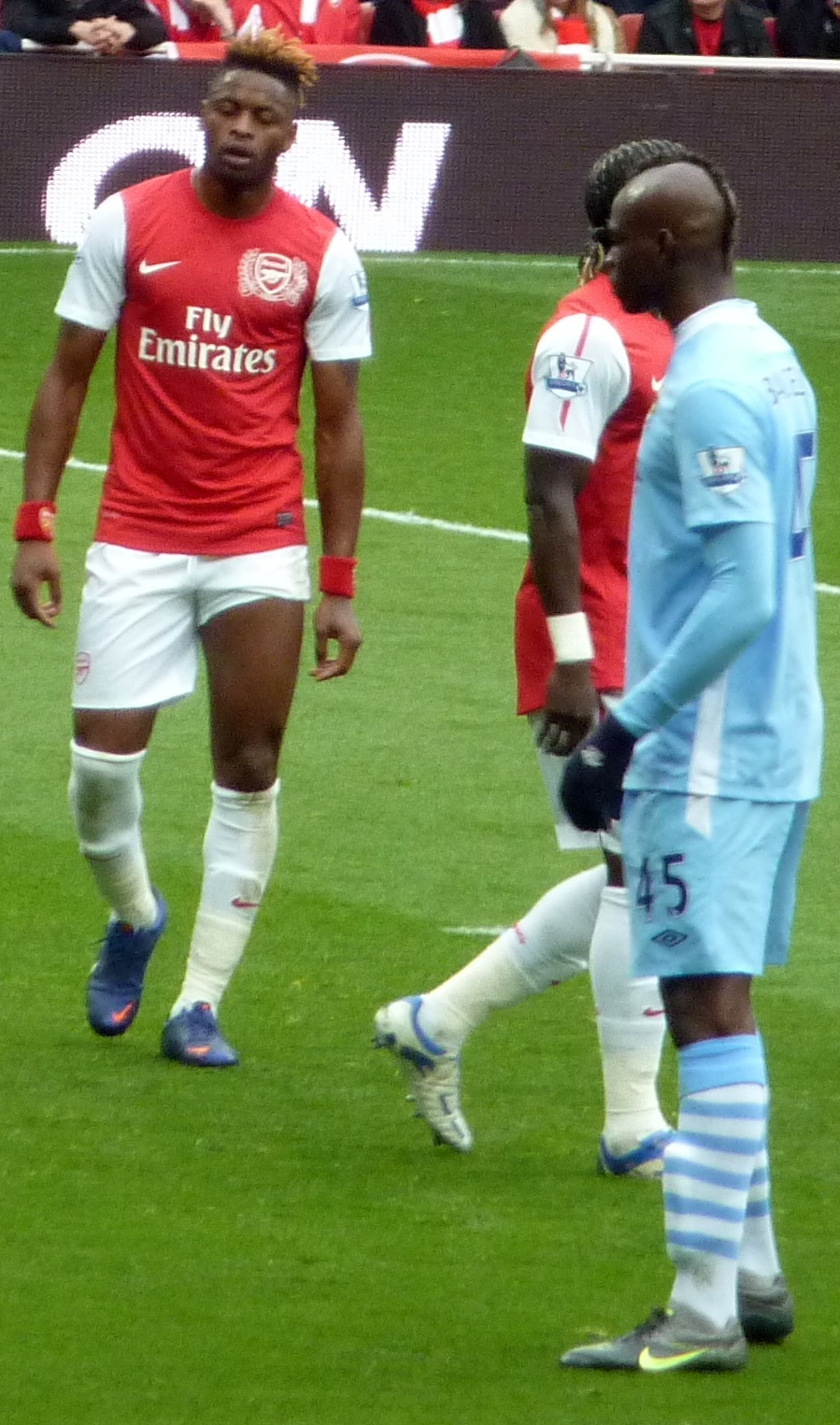
Balotelli (dir.) em partida contra o Arsenal

No dia 13 de agosto de 2010, acertou sua transferência para o Manchester City, da Inglaterra. O clube inglês pagou cerca de 24 milhões de libras pelo jogador, valor que transformou a negociação numa das mais caras daquela janela de transferências. Em 21 de dezembro, Balotelli venceu o prêmio Golden Boy de melhor jogador jovem atuando no futebol europeu. Durante a cerimônia, o atacante envolveu-se em mais uma polêmica ao dar a seguinte declaração sobre a conquista do prêmio:
| “                                            | Bem, só há um jogador ligeiramente mais forte que eu: Messi. Todos os outros estão atrás de mim. | ” |
| — Balotelli, em mais uma declaração polêmica |                                                                                                  |   |

Na ocasião, Lionel Messi era o atual vencedor do prêmio de Melhor Jogador do Mundo pela FIFA. No dia 14 de maio de 2011, Balotelli foi nomeado o homem do jogo na final da Copa da Inglaterra contra o Stoke City na FA Cup em que o Manchester City derrotou o Stoke por 1–0, com gol de Yaya Touré.
No City, apesar de ter apresentado um bom futebol em algumas partidas, como o hat-trick feito na vitória por 4–0 sobre o Aston Villa, no dia 31 de outubro de 2010, o atacante já havia sido punido pelo seu temperamento. Em março de 2011, pela Liga Europa da UEFA, Balotelli foi expulso num jogo decisivo contra o Dínamo de Kiev, fato que acabou culminando na eliminação dos ingleses do torneio. Posteriormente o atacante ficou na reserva da equipe, que tinha como titular o argentino Sergio Agüero. Ainda assim, continuava marcando gols importantes pelos Citizens quando solicitado.

### Milan
No dia 29 de janeiro de 2013, o Milan anunciou Balotelli por 20 milhões de euros (54,6 milhões de reais). O jogador assinou com os Rossoneri por quatro temporadas e meia, até junho de 2017. Após sua saída do Manchester City, Roberto Mancini, então treinador do clube inglês, declarou que Balotelli poderia se tornar um dos melhores jogadores do mundo.

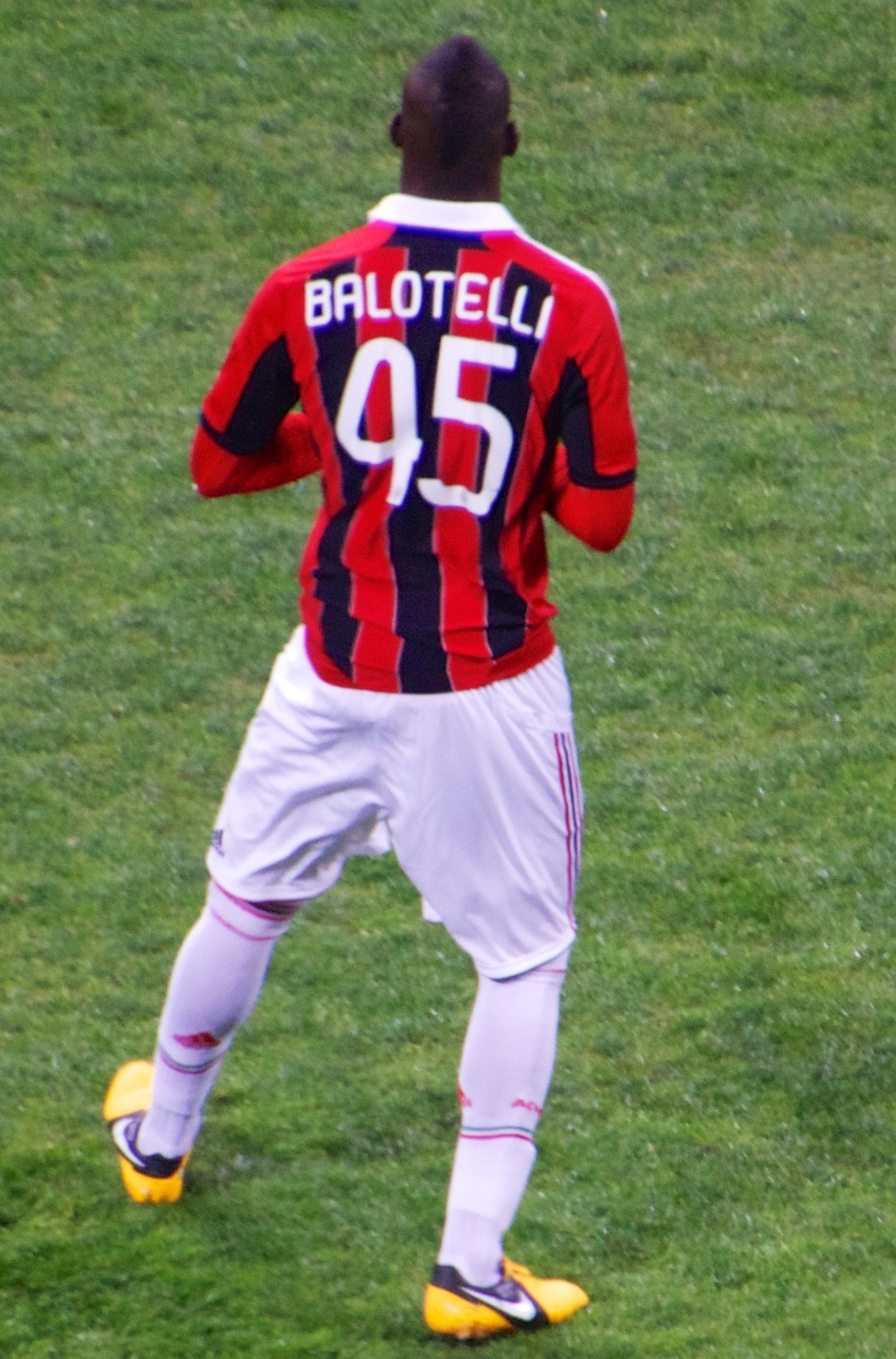
Balotelli atuando pelo Milan no Derby della Madonnina contra a Internazionale

Super Mario estreou pelo novo clube no dia 3 de fevereiro, tendo boa atuação e marcando duas vezes para garantir a vitória por 2–1 contra a Udinese, válida pela 23ª rodada da Serie A. O atacante voltou a balançar as redes no dia 10 de fevereiro, contra o Cagliari, e salvou a sua equipe de uma derrota por 1–0 fora de casa. Logo após a partida, foi elogiado pelo treinador Massimiliano Allegri. Já no dia 15 de fevereiro, Balotelli marcou um gol vitória em casa por 2–1 contra o Parma. Fez sua primeira partida com a camisa do Milan contra a Internazionale no dia 24 de fevereiro, num clássico que terminou empatado em 1–1. Marcou seu quinto gol pelos Rossoneri contra o Genoa, em uma vitória por 2–0 fora de casa. No dia 17 de março, marcou os dois gols que deram a vitória do Milan sobre o Palermo por 2–0. Posteriormente, no dia 9 de abril, Balotelli foi suspenso por três jogos do Campeonato Italiano. A suspensão veio após o jogador xingar o árbitro num empate por 2–2 contra a Fiorentina, realizado em 6 de abril. De pênalti marcou mais um gol (dessa vez contra o Catania), ampliando o placar em 4–2 para a sua equipe no dia 28 de abril, chegando ao seu oitavo gol pelo Milan em nove partidas. Fez seu décimo pelo Rossoneri no dia 5 de maio, na vitória contra o Torino por 1–0, assegurando o Milan na terceira colocação do Campeonato Italiano. Fez dois gols e chegou ao seu décimo gol na Serie A, batendo o Pescara por 4–0 fora de casa, no dia 8 de maio, garantindo assim vaga na Liga dos Campeões da UEFA de 2013–14.

### Liverpool

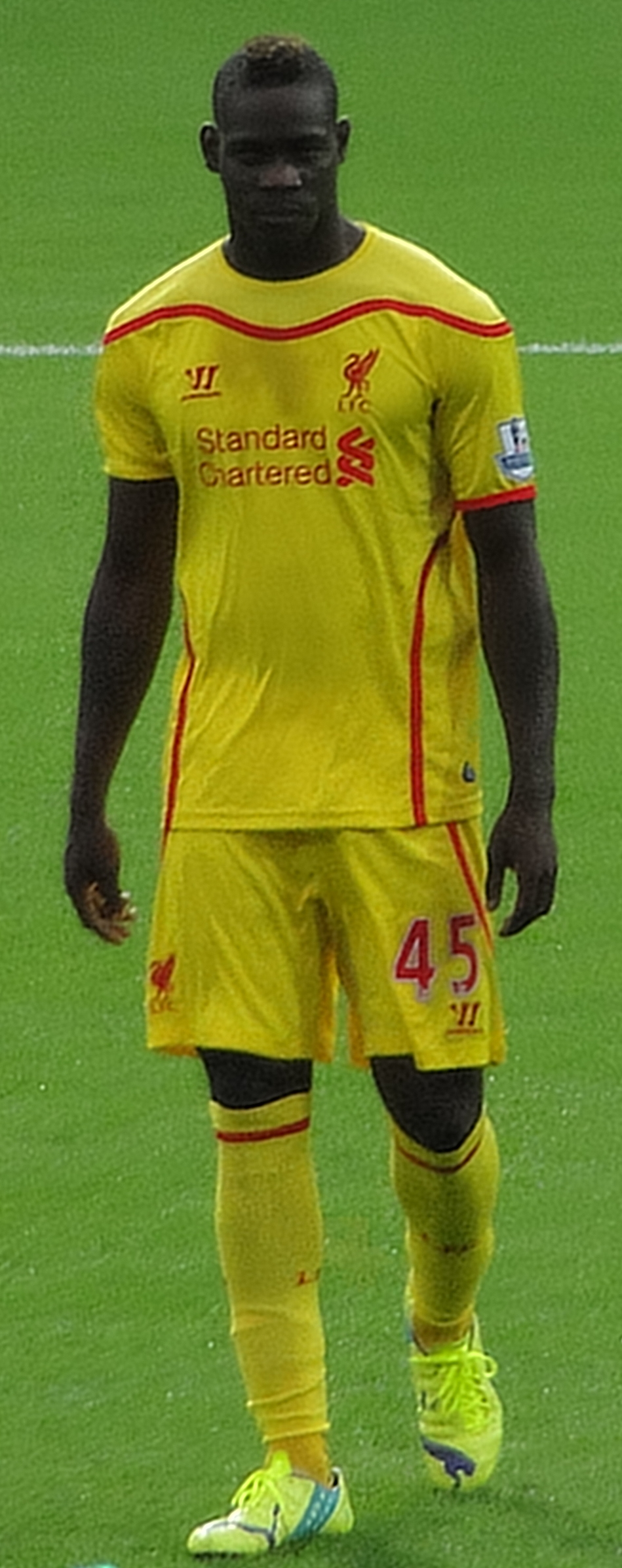
Balotelli pelo Liverpool em 2014

Balotelli foi contratado pelo Liverpool no dia 25 de agosto de 2014, recebendo a sua tradicional camisa de número 45. No entanto, o centroavante não correspondeu às expectativas, passando a ser reserva na equipe dos Reds. Após sofrer com frequentes críticas, demonstrou sua irritação num vídeo postado em uma rede social.

### Retorno ao Milan
O atacante foi emprestado ao Milan no dia 25 de agosto de 2015, assinando por uma temporada. Disputou quatro partidas antes lesionar-se na virilha em setembro e passar por intervenção cirúrgica em novembro. Retornou somente no dia 17 de janeiro de 2016, contra a Fiorentina.

### Nice
Acertou com o Nice, da França, no dia 31 de agosto de 2016. Logo em sua estreia, no dia 11 de setembro, teve boa atuação e marcou dois gols na vitória por 3–2 sobre o Olympique de Marseille. No total, marcou 43 gols pelo clube e ajudou a recolocar a cidade de Nice no radar das competições europeias.

### Olympique de Marseille
Balotelli foi anunciado como novo reforço do Olympique de Marseille no dia 23 de janeiro de 2019, assinando contrato até o final da temporada.

### Brescia
O jogador retornou à Itália em 2019, assinando com o Brescia no dia 18 de agosto. Marcou seu primeiro gol pelo clube no dia 29 de setembro, numa derrota de 2–1 para o Napoli.

### Monza
Em 7 de dezembro de 2020, Balotelli foi anunciado pelo Monza, da segunda divisão italiana. O jogador assinou um contrato de sete meses. O centroavante estreou no dia 30 de dezembro, contra a Salernitana, e precisou de apenas quatro minutos em campo para marcar seu primeiro gol pelo novo clube. A partida terminou com vitória do time de Monza por 3–0.

### Adana Demirspor
No dia 7 de julho de 2021, Balotelli foi anunciado pelo Adana Demirspor, clube recém-promovido à Süper Lig. O atacante assinou um contrato válido por três anos. Super Mario encerrou sua passagem pelo clube turco no dia 30 de agosto de 2022, tendo marcado 19 gols em 35 partidas.

### Sion
Logo após ter deixado o Demirspor, Mario Balotelli foi anunciado como novo reforço do Sion no dia 31 de agosto. O centroavante fechou contrato por duas temporadas com o clube suíço.

### Retorno ao Adana Demirspor
Após uma passagem conturbada pelo Sion, por onde atuou em apenas 19 partidas, Balotelli acertou seu retorno ao Adana Demirspor em setembro de 2023, assinando contrato até a metade de 2024. No dia 1 de outubro de 2013, marcou dois gols na vitória por 4–0 sobre o Alanyaspor. Em junho de 2024, seu contrato com o clube turco se encerrou. No total nesta passagem foram 16 jogos, com sete gols marcados e uma assistência distribuída.

## Seleção Nacional
Devido ao entrevero da nacionalidade italiana, Balotelli não pôde defender a Seleção Italiana nas categorias Sub-15 e Sub-17, quando ele ainda era considerado ainda um imigrante de Gana. Em agosto de 2007, poucos dias antes de seu aniversário de dezessete anos, Balotelli chegou a ser convocado pela Seleção Ganesa para um amistoso contra Senegal, realizado em Londres. O atacante rapidamente se recusou a oferta, alegando mais uma vez sua vontade de jogar pela Itália quando adquirisse a cidadania.

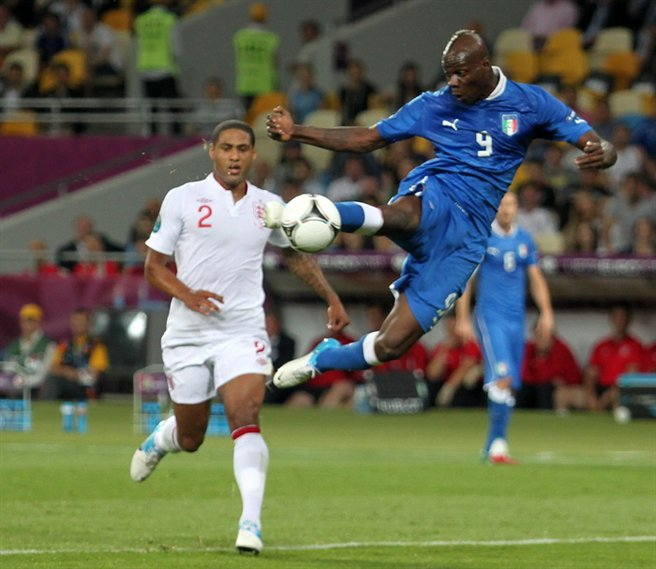
Balotelli foi um dos destaques da Seleção Italiana vice-campeã da Euro 2012

Quando adquiriu sua cidadania italiana, Balotelli foi chamado para participar do Sub-21 italiano, conhecido como "Azzurrini", em 29 de agosto de 2008. Eram dois jogos, contra Grécia e Croácia. Mario finalmente estreou contra os gregos, em 5 de setembro, vestindo pela primeira vez a camisa da Seleção Italiana. Logo em sua primeira partida, ele marcou também seu primeiro gol, garantindo o empate por 1–1 com a Grécia. Dois anos depois, ele foi convocado para a disputa da Euro Sub-21 de 2009, marcando um gol no torneio.
Sua primeira partida pela Seleção Italiana principal aconteceu no dia 10 de agosto de 2010, sob o comando novo treinador Cesare Prandelli, que havia acabado de assumir a Seleção. Este foi o primeiro jogo da Itália após o vexame na Copa do Mundo, quando foi eliminada na primeira fase, e o adversário era a Costa do Marfim. A estreia de Balotelli pela Azzurra não foi exatamente a melhor, e os italianos acabaram derrotados por 1–0.
Marcou seu primeiro gol pela Seleção no ano seguinte, 2011, desta vez numa vitória italiana frente a Polônia por 2–0, em território polonês.

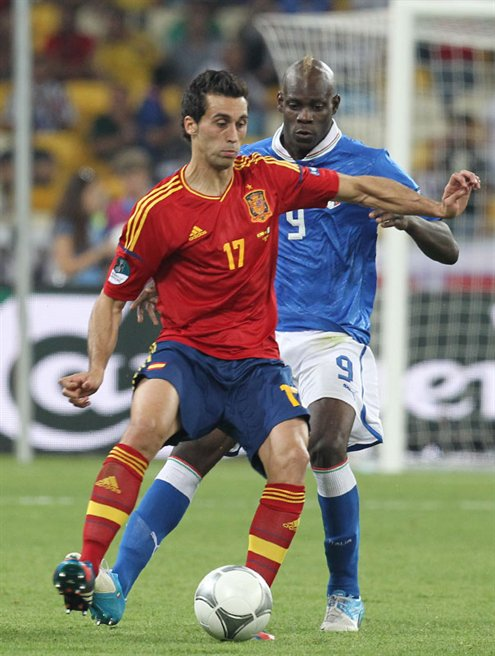
Balotelli e Álvaro Arbeloa na final da Euro 2012

No ano seguinte, foi novamente convocado pelo treinador Prandelli, para a disputa da Eurocopa. Na fase de grupos, Balotelli teve um tímido desempenho, criticado pelos jornalistas italianos, marcando apenas um belo gol contra a República da Irlanda nos três primeiros jogos. Ele veio a destacar-se na competição somente nas semifinais, contra a forte Seleção Alemã, marcando dois gols (aos 20 e aos 36 minutos da primeira parte), fato que ditou a eliminação da grande favorita ao título até então, a Alemanha, que havia chegado à Varsóvia numa série de 15 jogos oficiais seguidos com vitórias, sem sequer empatar, um recorde mundial. Os italianos nunca haviam marcado sequer um gol em três partidas como semifinalistas da Euro. Na final contra a Espanha, realizada no Estádio Olímpico de Kiev, Balotelli teve uma atuação apagada, viu sua equipe ser dominada pelo tiki-taka espanhol, e a Itália perdeu por 4–0.
No dia 21 de março de 2013, o atacante marcou um belíssimo gol de fora da área num amistoso contra a Seleção Brasileira, que terminou empatado por 2–2. Cinco dias depois, marcou os dois gols na vitória de sua equipe sobre Malta, em jogo válido pelas Eliminatórias da Copa do Mundo de 2014. Já no dia 7 de junho, no último desafio antes da Copa das Confederações, Balotelli foi expulso num empate em 0–0 contra a República Tcheca.
Um ano depois, pela Copa do Mundo de 2014, marcou um gol na estreia italiana, no dia 14 de junho. Em jogo realizado na Arena da Amazônia, a Itália venceu a Inglaterra por 2–1. No entanto, apesar da boa estreia, os italianos foram eliminados ainda na fase de grupos. Nos cerca de quatro anos seguintes, não foi chamado pelos treinadores Antonio Conte e Giampiero Ventura.
Balotelli voltou a defender a Azzurra no dia 28 de maio de 2018, após ser convocado por Roberto Mancini para um amistoso contra a Seleção Saudita. Na ocasião, o atacante teve boa atuação e marcou um gol no triunfo por 2–1.

### Gols pela Seleção
Estatísticas atualizadas até 8 de março de 2020
|     | Data                   | Lugar                  | Oponente       | Gol | Placar | Competição                     |
| --- | ---------------------- | ---------------------- | -------------- | --- | ------ | ------------------------------ |
| 1.  | 11 de novembro de 2011 | Wrocław, Polônia       | Polónia        | 0–1 | 0–2    | Amistoso                       |
| 2.  | 18 de junho de 2012    | Poznań, Polônia        | Irlanda        | 2–0 | 2–0    | Euro 2012                      |
| 3.  | 28 de junho de 2012    | Varsóvia, Polônia      | Alemanha       | 0–1 | 1–2    | Euro 2012                      |
| 4.  | 28 de junho de 2012    | Varsóvia, Polônia      | Alemanha       | 0–2 | 1–2    | Euro 2012                      |
| 5.  | 16 de outubro de 2012  | Milão, Itália          | Dinamarca      | 3–1 | 3–1    | Elim. da Copa do Mundo de 2014 |
| 6.  | 21 de março de 2013    | Genebra, Suíça         | Brasil         | 2–2 | 2–2    | Amistoso                       |
| 7.  | 26 de março de 2013    | Ta' Qali, Malta        | Malta          | 0–1 | 0–2    | Elim. da Copa do Mundo de 2014 |
| 8.  | 26 de março de 2013    | Ta' Qali, Malta        | Malta          | 0–2 | 0–2    | Elim. da Copa do Mundo de 2014 |
| 9.  | 16 de junho de 2013    | Rio de Janeiro, Brasil | México         | 1–2 | 1–2    | Copa das Confederações de 2013 |
| 10. | 19 de junho de 2013    | Recife, Brasil         | Japão          | 3–2 | 4–3    | Copa das Confederações de 2013 |
| 11. | 10 de setembro de 2013 | Turim, Itália          | Tchéquia       | 2–1 | 2–1    | Elim. da Copa do Mundo de 2014 |
| 12. | 15 de outubro de 2013  | Nápoles, Itália        | Armênia        | 2–2 | 2–2    | Elim. da Copa do Mundo de 2014 |
| 13. | 14 de junho de 2014    | Manaus, Brasil         | Inglaterra     | 2–1 | 2–1    | Copa do Mundo de 2014          |
| 14. | 28 de maio de 2018     | St. Gallen, Suíça      | Arábia Saudita | 1–0 | 2–1    | Amistoso                       |

## Vida pessoal
Entre o final de 2012 e outubro de 2014, Balotelli namorou a modelo belga Fanny Neguesha.

## Polêmicas

### Internazionale
- Durante sua segunda temporada pela Inter, quando ainda era treinado por José Mourinho, Balotelli mostrava um desempenho convincente em campo, fazendo boas partidas, mas passou por uma série de desentendimentos com o então treinador português. Irritado com o jogador, Mourinho chegou a excluí-lo de alguns treinamentos e até partidas importantes da equipe principal, mesmo com as boas atuações de Mario.[80] No início da mesma temporada, Mourinho já havia acusado Balotelli de demonstrar "corpo-mole" nos treinamentos devido às poucas oportunidades de iniciar partidas como titular. O princípio deste desentendimento se deu numa partida contra o Werder Bremen, pela Liga dos Campeões da UEFA de 2008–09. Insatisfeito com o resultado de sua equipe, que havia empatado em 1 a 1, Mourinho disparou contra Balotelli na coletiva de imprensa após o jogo.[81]

| “                                                                  | Isto é futebol. Se Balotelli tivesse marcado no fim do primeiro tempo, teríamos virado com 2 a 0. Tivemos bons momentos, mas nos dez minutos finais o Werder Bremen percebeu que poderia ganhar o jogo. Nosso problema é que não aproveitamos as chances criadas. | ” |
| — José Mourinho, num de seus muitos desentendimentos com Balotelli | |   |

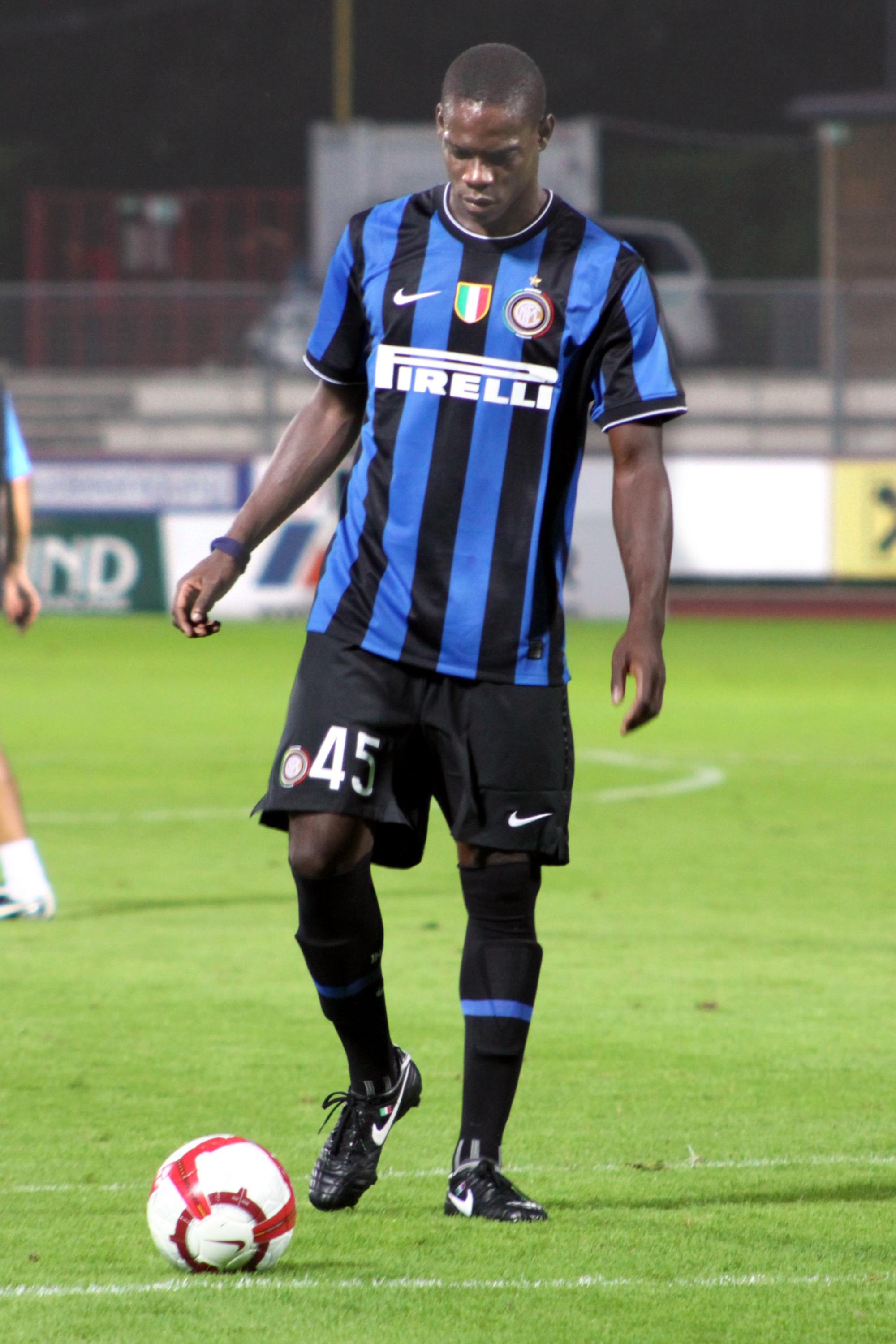
Balotelli em 2009

Por outro lado, também revoltado com o treinador, Balotelli chegou a recusar-se ser relacionado para algumas partidas. Devido às polêmicas decisões do português, grande parte da torcida da Inter chegou a pedir a sua saída, apoiando Balotelli e sua inserção na equipe titular.
- Ainda na Internazionale, Mario envolveu-se em outra polêmica ao ser flagrado assistindo jogos do Milan e até vestido a camisa do clube, maior rival da Inter, em um programa de TV italiano.
- Em 20 de abril de 2010, a torcida da Inter que inicialmente apoiava Balotelli em suas primeiras temporadas no clube, passou a odiá-lo quando, após o final de um jogo contra o Barcelona, válido pelas semifinais da Liga dos Campeões da UEFA de 2009–10, Balotelli retirou a camisa da Internazionale e atirou-a ao chão após o final da partida.[24] Curiosamente, sua equipe venceu o jogo por 3 a 1, e posteriormente seria campeã europeia ao vencer o Bayern de Munique na final. Nesta partida, Balotelli permaneceu no banco de reservas e não chegou a atuar.
- No futebol italiano, também foi constante alvo de duras críticas e várias provocações racistas, principalmente vindas de torcidas adversárias, fato que aumentava ainda mais seu desejo de transferir-se para um outro país.[84][85]

### Manchester City
- No dia 17 de março de 2011, o jogador foi expulso ao acertar um chute no peito do jogador Goran Popov, contra o Dínamo de Kiev. A expulsão do atacante foi acusada de culminar na desclassificação de seu time da Liga Europa da UEFA.[86]
- Em 31 março, o jogador foi punido em 100 mil libras por atirar dardos em atletas da base do Manchester City.[87]
- No dia 6 de abril, o jogador e seus amigos foram acusados de arranjar uma confusão em uma casa noturna, após o desrespeito de uma das regras: "Não tocar nas dançarinas". O jogador foi expulso da festa, mas não contente, enfrentou os seguranças, sendo que um deles, o ameaçou com uma barra de ferro.[88]
- Já no dia 16 de abril, o jogador envolveu-se numa confusão durante o Dérbi de Manchester contra o United. Após o fim da partida, Balotelli dirigiu-se para o setor onde estava a torcida do Manchester United e passou a comemorar a classificação de seu time em frente a esta, em tom de provocação. O fato gerou a revolta dos jogadores da equipe.[89]

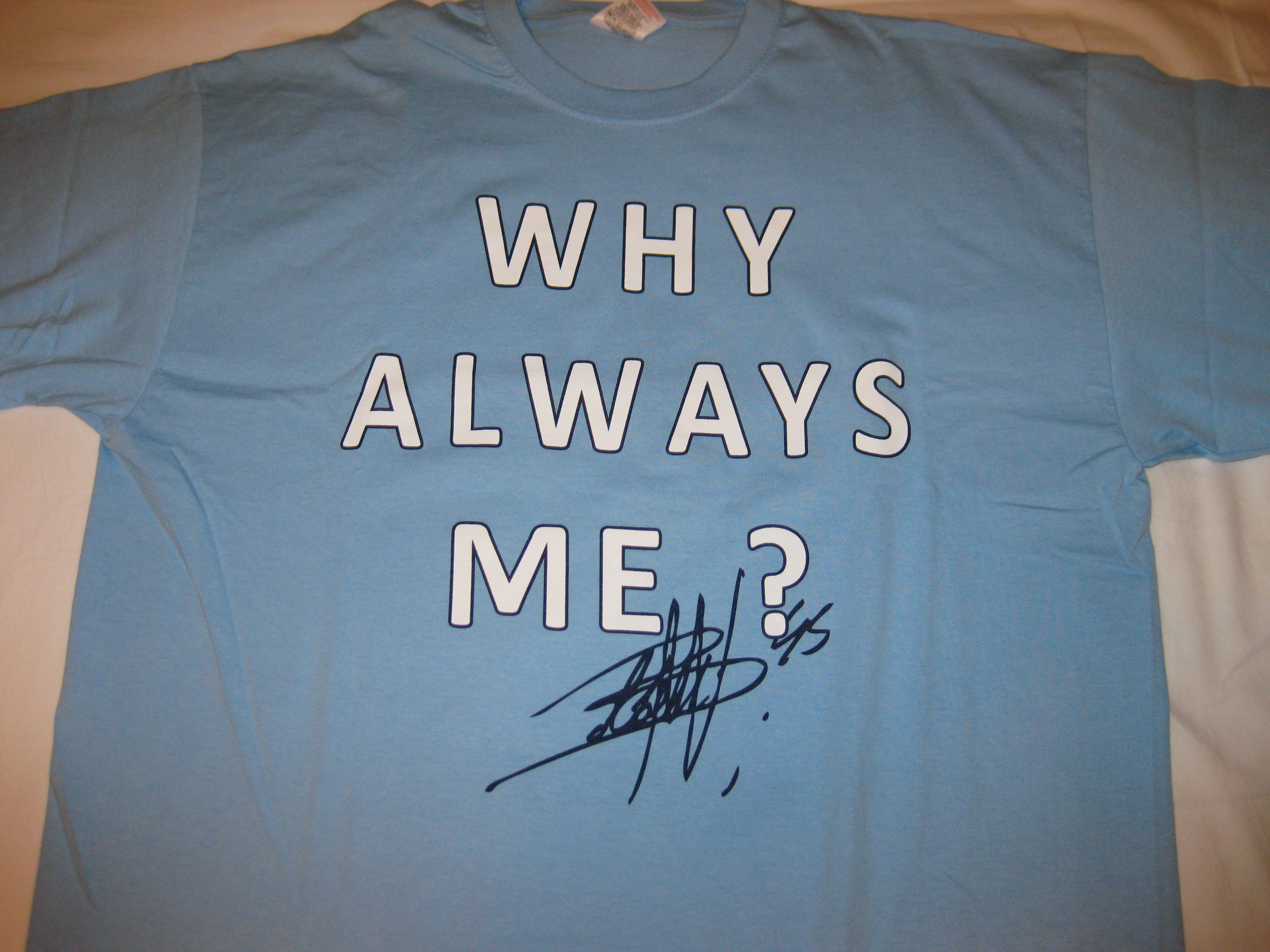
Camiseta estampada com os dizeres “Why always me?”, semelhante à usada por Balotelli

- Em 24 de julho, em um amistoso contra o Los Angeles Galaxy, o jogador recebeu a bola, sem marcação e, ao invés de chutar normalmente em gol, o atacante se virou de costas e bateu de calcanhar. Imediatamente após o lance, o treinador Roberto Mancini o substituiu pelo meia James Milner.[90][91]
- No dia 22 de outubro, o jogador incendiou a própria casa ao tentar soltar fogos de artifício dentro de seu banheiro.[92]
- No dia 23 de outubro, em uma goleada histórica por 6 a 1 sobre sobre o rival Manchester United, o jogador comemorou um de seus gols levantando a camisa de seu time e revelando outra em que a seguinte frase estava escrita: "Why always me?" (Por que sempre eu?), em resposta à suas polêmicas.[93][94]
- No dia 8 de novembro, o jornal de Nápoles "Mattino", publicou depoimentos de Balotelli e Ezequiel Lavezzi, acusados por ligação com mafiosos.[95]
- Já no dia 25 de novembro, o jogador italiano foi confundido com um ladrão, pelos seus vizinhos. O jogador estava morando em um hotel, desde o problema com fogos de artifício e, voltava a sua casa para levar alguns eletrodomésticos.[96]
- No dia 7 de dezembro, Balotelli teve seu carro, um Maserati GT, apreendido em uma operação devido ao excesso de velocidade que dirigia, apenas um dia após sua compra.[97]
- Ainda em dezembro, o jogador foi visto saindo de uma casa noturna na véspera de um jogo clássico contra o Chelsea. O caso irritou o treinador Roberto Mancini, que proíbe saídas de jogadores em até 48 horas de uma partida. Apesar de tudo, pessoas que viram o jogador na noite, afirmaram que Balotelli não teria ingerido bebidas alcoólicas.[98]
- No dia 15 de dezembro, o jogador se envolveu em uma briga, durante um treino do Manchester City, com seu companheiro de clube Micah Richards. Os jogadores foram apartados por Vincent Kompany e James Milner, seus colegas de clube.[99]
- Durante a preparação para a Euro 2012, Balotelli foi perguntado sobre seu jeito "rebelde" de ser e disse:

| “ | Não me sinto um rebelde. [...] Penso que sou um gênio. Meu talento é divino e penso que existem muito poucos jogadores que possam se comparar a mim. | ” |

- No dia 3 de janeiro de 2013, o jogador e o treinador Roberto Mancini discutiram e chegaram a trocar empurrões antes de serem contidos por outros jogadores e membros da comissão técnica.[101] Tudo começou depois que Mancini chamou a atenção de Balotelli após este acertar um carrinho violento em Scott Sinclair. Revoltado, o treinador foi na direção de Mario e o puxou. O atacante não gostou de ser repreendido e resolveu tirar satisfação.[102]

### Milan
No dia 28 de abril de 2013, Balotelli disse que não acreditava na classificação do Real Madrid para a final da Liga dos Campeões da UEFA. O atacante chegou a afirmar, inclusive, que em caso de uma classificação merengue diante do Borussia Dortmund, iria deixar sua noiva, Fanny Neguesha, dormir com os jogadores. A declaração gerou grande polêmica, mas o fato é que Mario acertou o seu palpite, pois os espanhóis foram eliminados da competição.

### Seleção Italiana
No dia 21 de junho de 2013, quando estava em Salvador para o jogo da Azzurra diante do Brasil (derrota por 4–2), Balotelli, após sair às ruas e receber o carinho dos fãs, postou via Twitter as seguintes palavras: “Salvador! Eu pareço uma pessoa da Bahia! KKK”. O KKK, alusão na internet à risadas na língua portuguesa, foi visto por alguns usuários, menos familiarizados com o idioma oficial brasileiro, como uma referência ao Ku Klux Klan, grupo racista norte-americano. O jogador foi bastante contundente ao rebater as críticas, digitando a letra F (primeira de um famoso palavrão em inglês) seguida por três asteriscos.

## Títulos
Internazionale
- Serie A: 2007–08, 2008–09 e 2009–10
- Supercopa da Itália: 2008
- Copa da Itália: 2009–10
- Liga dos Campeões da UEFA: 2009–10

Manchester City
- Copa da Inglaterra: 2010–11
- Premier League: 2011–12

### Prêmios individuais
- Golden Boy: 2010
- Melhor jogador da partida da Euro 2012: Alemanha 1–2 Itália[105]
- Equipe ideal da Euro: 2012
- 67º melhor jogador do ano de 2012 (The Guardian)[106]
- Equipe ideal da Serie A: 2012–13
- Jogador do Mês da Ligue 1: março de 2019

### Artilharias
- Copa da Itália de 2007–08 (7 gols)
- Euro 2012 (3 gols)